# Kamena (Republika Serbska)
Kamena (cyr. Камена) – wieś w Bośni i Hercegowinie, w Republice Serbskiej, w gminie Istočni Mostar. W 2013 roku liczyła 67 mieszkańców.